# Ruhrhöhenweg
Der Ruhrhöhenweg ist ein 1975 eingerichteter gut 240 km langer Wanderweg des Sauerländischen Gebirgsvereins (SGV) von der Quelle der Ruhr bei Winterberg bis zu deren Mündung in den Niederrhein bei Duisburg. Der Weg verläuft dabei selten direkt am Ufer und folgt dem Fluss entlang der Ruhrhöhen, in den benachbarten Hügeln und Bergen des Ruhrtals.

## Status
Von der Quelle führt der Weg über Olsberg, Meschede, Arnsberg, Menden, Iserlohn-Sümmern, Schwerte-Ergste, Hohensyburg, Hattingen-Blankenstein, Essen-Steele am Baldeneysee vorbei über Essen-Werden, Mülheim-Mintard und am Duisburger Zoo vorbei bis zur Ruhrmündung bei Duisburg-Neuenkamp.
Der Wanderweg fällt in die Kategorie der Hauptwanderstrecken des SGV und besitzt wie dessen andere Hauptwanderstrecken als Wegzeichen das weiße Andreaskreuz X, an Kreuzungspunkten um den Buchstaben R erweitert.
Im Jahr 2012 wurde vom SGV entschieden, den Ruhrhöhenweg zusammen mit weiteren Hauptwanderwegen aufzugeben und nicht mehr nachzumarkieren. 2013 wurde vom SGV bekanntgegeben, dass aufgrund der historischen Bedeutung des Ruhrhöhenweges dieser Weg weiterhin als Hauptwanderweg geführt wird.

## Geschichte
Historisch basiert der Ruhrhöhenweg auf zwei gleichnamigen Wegen des Siedlungsverbands Ruhrkohlenbezirk, dem Vorläufer des Regionalverbands Ruhr, die ab den 1930er Jahren jeweils nördlich und südlich der Ruhr zwischen Mülheim (Ruhr) und Hagen bzw. Schwerte verliefen. Diese Wege besaßen als Wegzeichen einen Kreis mit innenliegendem, senkrechtem Strich.

Schild des Ruhrhöhenwegs an der Hohensyburg, 2014

Aus diesem Grunde existiert bei Hagen-Vorhalle und auch in Wengern südlich der Ruhr ein befestigter Feldweg mit dem Namen „Ruhrhöhenweg“, obwohl sich der eigentliche Wanderweg auf dem gegenüber liegenden Ruhrufer befindet. Ebenso gründet sich ein Straßenname im Hattinger Ortsteil Holthausen auf den Verlauf des historischen Wanderwegs. Östlich des Ratinger Ortsteils Breitscheid kurz vor Mülheim (Ruhr) besitzt aus dem gleichen Grund ein weiterer Feldweg südlich der Ruhr den Namen „Ruhrhöhenweg“.
Ein kleines Blechhinweisschild für den nördlichen historischen Ruhrhöhenweg ist noch heute beim Gut Schede zu finden.
In der Literatur und auf zeitgenössischen Wanderkarten sind die historischen Ruhrhöhenwege ab den frühen 1930er Jahren bis Mitte der 1970er Jahre belegt, seit den 1950er Jahren in der Obhut des SGV und mit dem  XR gekennzeichnet. Erst 1975 wurde vom SGV der heutige Ruhrhöhenweg von der Quelle zur Mündung geschaffen, der sich im Bereich des Ruhrgebiets in der Wegführung abwechselnd nördlich und südlich der Ruhr der alten Wegstrecken bedient.